# Petrel I
El buque de operaciones especiales Petrel I es un patrullero de altura, utilizado actualmente por la Dirección Adjunta de Vigilancia Aduanera (DAVA) de la Agencia Estatal de Administración Tributaria.

## Historia
Es un patrullero de altura, cuya construcción se inició en los setenta como buque oceanográfico para Portugal y finalmente acabó como pesquero bajo el nombre RAIA. Tras sufrir un incendio en astillero en el año 1991, fue adquirida y transformada por el astillero Vigués Rodman Polyships para el SVA. El Petrel I está dotado de tres lanzaderas, una de ellas una Hydramarine MP 1211, una embarcación de 12 metros de eslora que alcanza unos 30 nudos de velocidad, y su casco con celdas cerradas le hacen insumergible y autoadrizable.
Actualmente tiene su base en La Coruña, siendo trasladado desde Canarias para cubrir Galicia siendo anteriormente su base Vigo. Esto se debe a que La costa gallega estaba sin patrullero desde que el buque Fulmar dejó el puerto vigués en mayo para establecerse en Cádiz.